# Icloda, Timiș
Icloda este un sat în comuna Sacoșu Turcesc din județul Timiș, Banat, România. Aparține de comuna Sacoșu Turcesc.

## Istorie

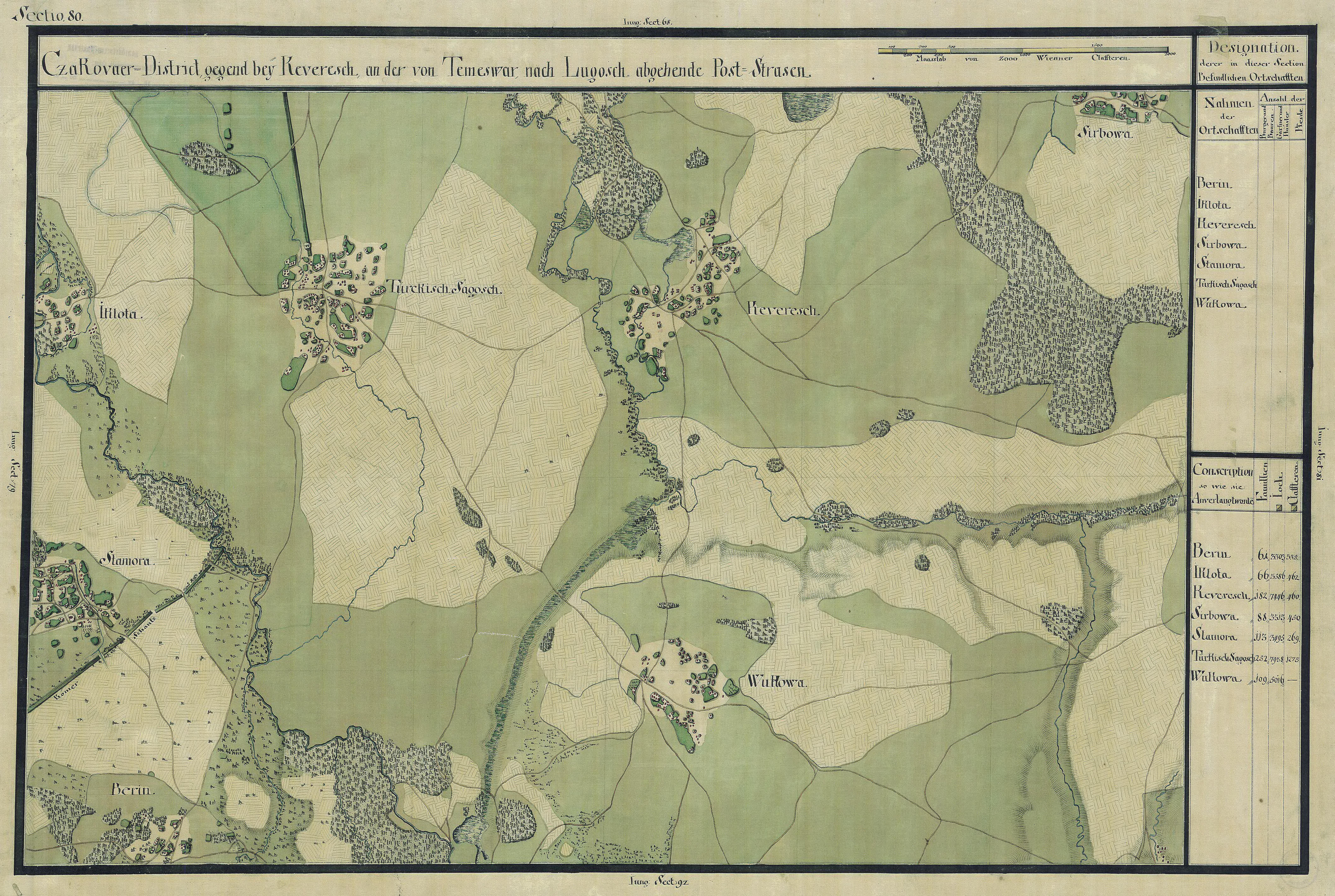
Icloda în Harta Iosefină a Banatului, 1769-72

Satul este unul foarte vechi. În apropiere, pe malul Pogănișului Sec, s-au descoperit unele vestigii romane. Icloda este amintită documentar pentru prima dată în 1054, cu ocazia unor lupte între catolici și ortodocși. Numele localității este de origine slavă, provenind de la „copac”. În Evul Mediu târziu apare din nou într-o scrisoare a banului de Severin, care vorbește de localitatea Iklodh. După cucerirea Banatului de habsburgi în 1717, apare din nou sub numele de Iklovida, apoi cu numele de Ikloda pe harta Contelui Mercy. Mai mulți români refugiați din calea turcilor în pădurile din împrejurimi se stabilesc aici la 1730 și repun satul pe picioare. În 1755 ei își construiesc biserica ortodoxă din lemn. În 1863 este transformată într-o capelă ortodoxă. Biserica nouă a fost construită mai târziu, la 1901. Prima școală, tot din lemn, a fost construită în 1803. Localitatea s-a păstrat majoritar românească, sau valahă, cum erau numiți românii, specializați în creșterea porcinelor. În 1843 avea 677 locuitori (90% români); în 1935 satul avea 632 locuitori.